# Berufliches Profiling
Berufliches Profiling ist die Analyse der Anforderungen einer zu besetzenden Stelle (Stellenprofil) in Verbindung mit der Analyse der relevanten Merkmale der Kandidaten (Kandidatenprofil). Durch den Abgleich zwischen Ergebnis der Anforderungsanalyse und Ergebnis der Kandidatenanalyse (Jobmatch) ergeben sich wichtige Hinweise für die Auswahl des Bewerbers. Es handelt sich im weitesten Sinne um die Anwendung des Benchmarking in der Personalwirtschaft. Anwendung findet die Technik auch bei der Arbeitsvermittlung.

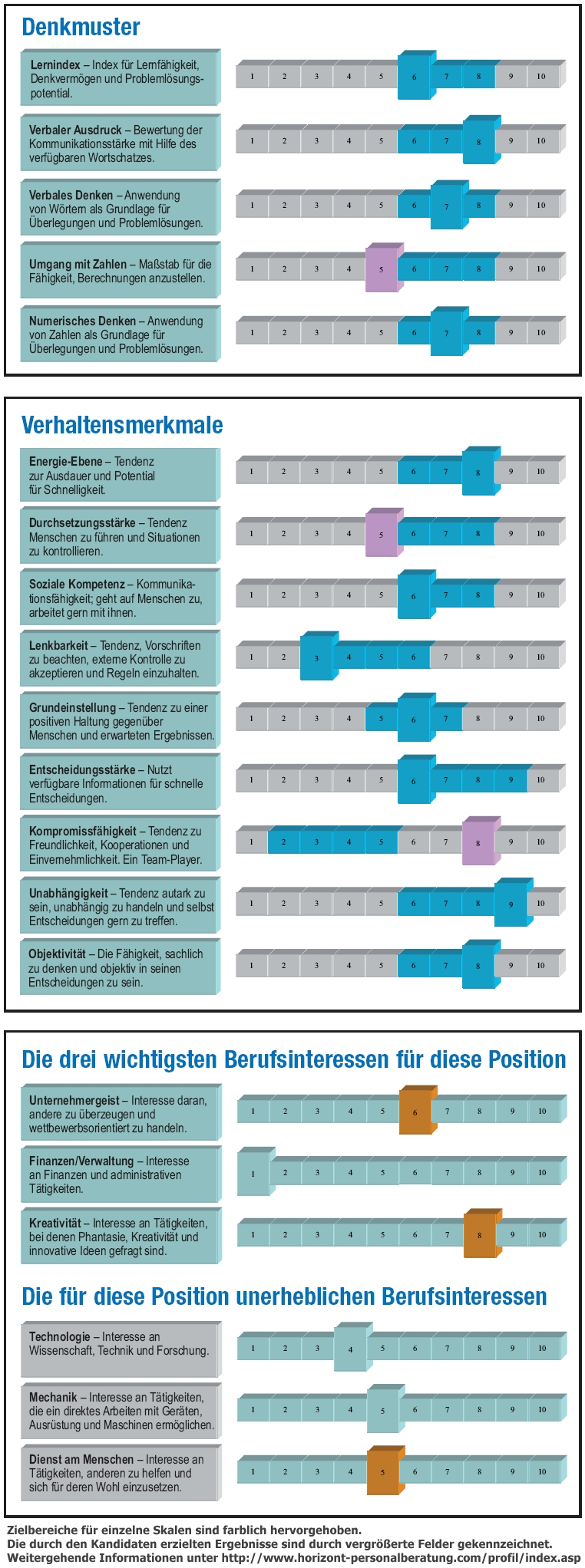
Profiling

Die zu untersuchenden Bereiche ergeben sich aus den für die Leistung von Mitarbeitern verantwortlichen Faktoren. Diese sind beispielsweise:
- Wissen
- Fähigkeiten (Kompetenzen)
- Ressourcen (Finanzen, Technik, Zeit, Führung)
- kognitive Fähigkeiten
- berufliche Motivation
- Verhaltensstärken (Potenziale)

Dabei ist allerdings zu beachten, dass nur solche Merkmale der Kandidaten tatsächlich wichtig sind und erhoben werden sollten, die eine Erfolgsvorhersage für die zu besetzende Stelle erlauben.
Da Defizite in den beiden ersten Punkten durch Interview oder interne Ausbildung bzw. System- und Strukturanalyse abgearbeitet werden können bzw. müssen, verbleiben für die Prognose der Erfolgswahrscheinlichkeit einer Person im Rahmen eines Auswahlverfahrens nur die letzten drei Faktoren, die zu nachfolgender Fragestellung führen:
- Kann sie oder er den Job machen (kognitive Fähigkeiten)?
- Will sie oder er den Job machen (berufliche Motivation)?
- Hat sie oder er die nötigen Verhaltensstärken, um den Job zu machen?

Genau diese Fragen gilt es, mittels beruflichem Profiling zu beantworten.

## Durchführung
Um ein aussagekräftiges Profiling durchzuführen, ist zunächst die Anforderung der Position zu definieren. Sind bereits mehrere Mitarbeiter in gleicher Position tätig und stehen deren objektiv messbare Arbeitsresultate zur Verfügung, ist ein Benchmarking die geeignete Methode zur Ermittlung des Zielprofils. Die übereinstimmenden Merkmale der besten Benchmarking-Teilnehmer definieren die erfolgsrelevanten Merkmale für die Zielposition.
Im zweiten Schritt werden die Kandidaten mit dem gleichen Verfahren analysiert. Der Jobmatch sagt aus, ob und wie weit sich die Anforderungen des Unternehmens mit der Eignung des Mitarbeiters decken. Erst dieser Vergleich vermittelt wertvolle Erkenntnisse für den Auswahlprozess, für Coaching sowie die Weiterentwicklung und Stärkung der Kompetenzen des Kandidaten.

## Neue Methoden
Psychologische Methoden der Berufsorientierung unterstützen die individuelle Entscheidungsfindung durch psychologische Diagnostik und Matching von relevanten Berufsoptionen zu einer Person. Dieses als Berufsprofiling bezeichnete Vorgehen stützt sich auf verschiedene Merkmalsbereiche:
- berufsrelevantes Wissen (z. B. Englischkenntnisse)
- beruflich relevante Persönlichkeitsmerkmale (z. B. Gewissenhaftigkeit oder Leistungsmotivation)
- kognitive Fähigkeiten (z. B. allgemeine Intelligenz, räumliches Vorstellungsvermögen)
- berufsrelevantes Verhaltensrepertoire (z. B. Situationen mit Kundenumgang)
- berufliche Interessen

Die vier erstgenannten Merkmale dienen hierbei einer eignungsbasierten Zuordnung von Berufen zu Personen und Personen zu Berufsoptionen, während die Interessen einer rein neigungsbasierten Beratung dienen.
Zielgruppen des Berufsprofilings sind sowohl Personen mit beruflicher Erfahrung als auch Schüler bei der beruflichen Erstorientierung.

## Ergebnis
Wenn die ausschlaggebenden Faktoren nicht nur bekannt, sondern auch messbar sind, werden mit hoher Wahrscheinlichkeit nur solche Bewerber ausgewählt, die sich zu erfolgreichen Mitarbeitern entwickeln können. Die Kosten für die Durchführung von Assessment-Centern können dadurch deutlich sinken, da nur Bewerber mit Erfolgspotential teilnehmen. Speziell im Vertrieb können die Erstjahresfluktuation und die dadurch verursachten Kosten gesenkt werden.
Der Präsident der Gesellschaft für Psychologie sagte in der Frankfurter Allgemeinen Zeitung vom 4. Oktober 1998: „Die Wirtschaft könnte nach Ansicht der Deutschen Gesellschaft für Psychologie (DGP) Milliardenbeträge sparen, wenn Arbeitnehmer stärker entsprechend ihren Neigungen und Fähigkeiten eingesetzt würden.“ Den Personalfachleuten in den Unternehmen müsse ein Instrumentarium an die Hand gegeben werden, mit dem sie die Eignung von Kandidaten besser einordnen können. Allerdings wird die Treffsicherheit und Effizienz von Assessment-Centern von vielen Experten bestritten; sie sei in den letzten Jahren kaum gestiegen.

## Ausblick
Die Nutzung der Instrumente des Profiling (z. B. Online-Assessment) in Unternehmen und deren Personalabteilungen erfährt einen stetigen Zuwachs, da der Faktor Arbeit nach wie vor Hauptkostenfaktor in den meisten Unternehmen ist. Der Faktor zwischen der Leistung des schlechtesten und dem besten Mitarbeiter liegt je nach Funktion zwischen x3 und x20. Durch Profiling werden die Fehlbesetzungsrisiken nachweislich minimiert und ausgeschlossen, bzw. der erreichte Qualitätsstandard verbessert. Während in Deutschland weniger als 10 Prozent der Stellen durch geeignete diagnostische Verfahren besetzt werden, sind es in GB, IRL sowie Skandinavien mehr als 50 Prozent und in NL sogar über 70 Prozent.
Die Forderung nach objektiven und damit diskriminierungsfreien Personalentscheidungen wird durch das Allgemeine Gleichbehandlungsgesetz, welches seit August 2006 in Kraft ist, bestärkt.